# 北京申办2022年冬奥会计划
第二十四届冬季奥林匹克运动会将于2022年举办。主辦權由中國北京和哈萨克斯坦阿拉木圖角逐，最後由北京奪得。

## 申办过程
2013年11月3日，中国奥委会正式致函国际奥委会，提名北京市为2022年冬奥会的承办城市。11月14日，该届冬奥会的承办申请已截止。11月15日，国际奥委会公布了6个申办城市的名单。2014年1月17日，瑞典斯德哥尔摩宣布退出申办，2014年5月25日，波兰克拉科夫宣布退出申办，2014年6月30日乌克兰利沃夫宣布退出申办，使申办城市减少为3个。
2014年7月7日，国际奥委会在洛桑宣布了三个候选城市。依据国际奥委会公布的顺序，这3个城市依次为挪威的奥斯陆、哈萨克斯坦的阿拉木图和中国的北京。根据计划，国际奥委会将选出三个候选城市。但由于只剩下三个申办城市，因此没有城市被淘汰。
2014年7月31日，在决定主办权倒计时一周年之际，北京2022冬奥申委官方网站上线。
2014年10月1日，奥斯陆宣布放弃2022年冬奥会的申办，使申办城市减少为2个。
2015年7月31日，第128届国际奥委会全体会议在马来西亚吉隆坡举行。当天下午，国际奥委会主席巴赫宣布：中国北京获得2022年第24届冬季奥林匹克运动会举办权。北京也创造历史，成为第一个既获得过夏奥会举办权又获得过冬奥会举办权的城市。

## 比赛场馆
按照计划，北京将同临近的河北省张家口市联合举办该届冬奥会。总体构想是沿北京（市区）-延庆-张家口一线，分三个区域布局竞赛场馆和非竞赛场馆，建设三个相对集聚的场馆群。
位于北京市区北部的奥林匹克中心区以及位于西部的首都体育馆和五棵松体育中心，将作为冬奥会五个冰上项目的举办场地，开闭幕式拟在国家体育场举办。
位于北京市西北部、距离市区约90公里的延庆县小海坨山区域将依托现有山体地形修建临时场地设施，用作雪车、雪橇大项和滑雪大项中的高山滑雪比赛场地。
位于河北省张家口市、距离北京市区约220公里、距离延庆小海坨山约130公里的崇礼县四台嘴乡太子城区域将进行改扩建，举行除前述项目以外的所有雪上比赛。
该届冬奥会计划启用12个竞赛场馆，其中仅3个场馆需要新建（位于北京市区的国家速滑馆和延庆的2个雪场），其余场馆改建后均可满足赛事需要，这将在很大程度上降低运营成本。

### 北京场馆群
- 北京国家体育场 - 开幕和闭幕仪式
- 首都体育馆 - 花样滑冰，短道速滑
- 五棵松体育中心 - 冰球场地
- 国家体育馆 - 第二冰球场地
- 国家游泳中心 - 冰壶
- 国家速滑馆 - 速度滑冰

### 延庆场馆群
- 小海陀高山滑雪场 - 高山滑雪
- 小海陀雪车和雪橇赛道 - 雪车，雪橇和钢架雪车

### 张家口场馆群
- 枯杨树冬季两项运动场 - 越野滑雪，北欧两项
- 枯杨树跳台滑雪场 - 跳台滑雪，北欧两项
- 桦林东滑雪场 - 冬季两项
- 云顶滑雪场 - 单板滑雪（自由式滑雪，半管赛），自由式滑雪
- 太舞滑雪场 - 单板滑雪（越野赛），自由式滑雪
- 万龙滑雪场 - 单板滑雪（平行大曲道）

## 比赛日程
北京冬奥申委于2015年1月12日正式公布了2022年冬奥会《申办报告》。按照该报告，如果北京申办成功，2022年冬奥会将于2月4日（周五，中国农历大年初四）开幕，2月20日（周日）闭幕；2022年冬残奥会将于3月4日（周五）开幕，3月13日（周日）闭幕。开闭幕式都将在“鸟巢”举行。开幕式将从“长城”和“春节”等元素中汲取灵感。

## 形象大使
北京2022年申办冬奥会的形象大使有六位，分别是姚明、申雪、赵宏博、张虹、李妮娜和侯斌。

## 申办歌曲
- 《叫醒冬天》演唱：成龙 作词：王平久 作曲：赵佳霖
- 《冰雪舞动》演唱：谭晶、孙楠 作词：王平久 作曲：赵兆
- 《请到长城来滑雪》演唱：陶喆、鹿晗
- 《北京的雪》演唱：刘德华 作词：刘德华 作曲：陈光荣
- 《叫醒冬天》（童声版）演唱：林妙可、杨沛宜、张子枫、黄嘉琪（142）、伊能静、关晓彤、陆子艺、柳岩、蒋依依、杨志雯、张雪迎、董慧、黄诗佳、方圆、周佳仪等
- 《叫醒冬天》（群星合唱版）

## 交通
北京在承办了2008年夏季奥林匹克运动会之后，市内交通已能满足冬奥会的要求。而连接北京-延庆-张家口，将有两条高速公路（京藏高速公路和京新高速公路）及一条高速铁路（京张城际铁路及崇礼支线，计划于2017年建成通车），另将有兴延高速公路连接北京和延庆。而连接张家口和崇礼的高速公路（张承高速公路）也已经建成。另外，一条昌平-延庆-赤城-崇礼-张北走向的高速公路也已在筹备中。

## 有利于北京申辦冬奧的因素
在挪威奥斯陆退出申辦冬奧之后，中国北京已经成为2022年冬奥会申办城市中最大的热门，尤其是与只有140万人口，并且从未有过举办奥运会规模赛事的哈萨克斯坦阿拉木图相比，曾成功举办2008年奥运会的北京的优势不言而喻。

## 爭議

### 环境因素
北京的空氣污染狀況並未根本好轉，當地政府只是將污染企業遷至天津、河北東北部及中南部。這是不利北京申辦冬奧的因素之一。
2022年冬季奥运会延庆赛区的高山滑雪和雪橇场馆选址在北京市延庆县（2015年底改为延庆区）境内的小海坨山，位于松山国家级自然保护区的核心区域。这在2015年曾经引发中国生态学者和环境保护人士的担忧和批评。对此，延庆县副县长回应称，该保护区的范围已经调整，新建比赛场馆的选址位于调整后的保护区范围外。然而环境保护人士认为这一调整并不符合中国的自然保护区相关法律规定，将对未来中国的环境保护造成不良影响。有关争议详见松山国家级自然保护区。

### 人权问题
人權觀察組織出于日益惡化的中國人權狀況及中國政府對維權律師的大规模抓捕，呼籲國際奧林匹克委員會慎重考慮北京的申辦。古懿和唐路發起致信國際奧林匹克委員會反對北京的申辦，該信得到陳光誠、方政、胡佳、滕彪、吳樂寶、吳仁華、周鋒鎖等中國海內外維權人士聯署。香港中文大學學生會約10人向港協暨奧委會遞交獲中國維權律師關注組、支聯會和民間人權陣線等10多個團體聯署的公開信，要求國際奧運委員會主席及全體成員反對北京主辦本屆冬奧，並譴責近期当局全國性大舉搜捕及拘留多名維權律師和公民，未審先判，違背奧林匹克重視人類尊嚴的精神。他們認為若奧委會容許北京主辦冬奧，將變相承認中國政府打壓人權符合奧運精神。

### 申辦音樂涉嫌抄襲
有網民指出，其中一首由王久平作詞、趙兆作曲，孫楠、譚晶演唱的《冰雪舞動》，與美國迪士尼動畫《魔雪奇緣》主題曲《LET IT GO》相似度較高。其中第一句“夢如雪在下”的幾個音和《LET IT GO》的是一樣的，只是壓的節奏不一樣，而第二句“長城內外”這幾個音就是一樣的旋律。